# Wojciech Skalmowski
Wojciech Jan Skalmowski (pseud. „Maciej Broński”, „M. Broński”, „Piotr Meynert”; ur. 24 czerwca 1933 w Poznaniu, zm. 18 lipca 2008 w Brukseli) – polski orientalista, literaturoznawca, eseista, pisarz, publicysta, krytyk literacki.

## Życiorys
Syn lekarzy: Tadeusza Jana Skalmowskiego (1901–1978) i Heleny z d. Bieszk (1894–1976). Podczas II wojny światowej przebywał z rodziną w Sędziszowie k. Jędrzejowa. Po wojnie uczęszczał do gimnazjum i liceum im. Karola Marcinkowskiego w Poznaniu. Od 1951 do 1956 r. studiował orientalistykę na Uniwersytecie Jagiellońskim w Krakowie. Był następnie stypendystą Uniwersytetu Humboldtów w Berlinie, gdzie w 1960 uzyskał stopień doktora. Kilka lat później zrobił też doktorat na UJ. Od 1960 pracował w Katedrze Językoznawstwa Ogólnego UJ, którą kierował Jerzy Kuryłowicz. W latach 50. i 60. publikował na łamach czasopism naukowych: „Folia Orientalia” i „Przeglądu Orientalistycznego”, a także recenzje książek na łamach „Tygodnika Powszechnego” (pod pseud. „Piotr Meynert”).
W 1968 wyjechał na stypendium naukowe do Iranu. Po wydarzeniach Marca 1968 zdecydował się pozostać na emigracji. W roku akademickim 1969/1970 był wykładowcą iranistyki na Uniwersytecie Harvarda (USA). Potem zamieszkał na stałe w Belgii. Był profesorem Katolickiego Uniwersytetu w Lowanium, współtworzył sekcję iranistyki oraz był wykładowcą historii i kultury polskiej na slawistyce; od 1975 do 1998 był profesorem zwyczajnym w Departamencie Studiów Orientalistycznych i Slawistycznych. 
Mieszkał w Brukseli. Żonaty (od 1970) z Barbarą z d. Broel Plater.

## Twórczość
Od 1968 do 2000 r. publikował liczne recenzje książek, tłumaczenia literackie i eseje na łamach paryskiej „Kultury” (pod pseud. „Piotr Meynert”, „M. Broński” i „Maciej Broński”; jego tekst w ostatnim wydanym numerze „Kultury” z października 2000 dotyczył książki Sławomira Mrożka pt. Dziennik powrotu). W jego twórczości publicystycznej znajdują się teksty poświęcone m.in. Cyprianowi Kamilowi Norwidowi, Jarosławowi Iwaszkiewiczowi, Karolowi Irzykowskiemu, Sławomirowi Mrożkowi, Teodorowi Parnickiemu, Leszkowi Kołakowskiemu, Piotrowi Guzemu, Adamowi Zagajewskiemu, Kazimierzowi Brandysowi, Stefanowi Kisielewskiemu, Raymondowi Aronowi, Vladimirowi Nabokovowi, Nadieżdzie Mandelsztam, V.S. Naipaulowi, George’owi Orwellowi, Rogerowi Garaudy’emu i in.
Od 1972 do 1984 w belgijskim dzienniku „Der Standaard”, w cyklu „Standard der Letteren” opublikował ponad sto recenzji w języku niderlandzkim i flamandzkim. Tłumaczył literaturę polską (m.in. fragmenty twórczości Witolda Gombrowicza na język francuski, publikowane w 1967 na łamach „La Quinzaine Littéraire”). W latach 80. jego teksty były publikowane w II obiegu wydawniczym w Polsce, w licznych przedrukach w prasie i wydawnictwach podziemnych (m.in. w Niezależnej Oficynie Wydawniczej NOWA, pismach „Promieniści”, „Antyk”, „Przegląd Poznański”, „Kultura Niezależna”. W tym czasie publikował ponadto w „Le Monde Diplomatique”, „Pulsie” (Londyn) i „Tygodniku Powszechnym”. Po 1989 ogłaszał artykuły w pismach literackich: „Teksty Drugie”, „Arkusz” i krakowskim „miesięczniku „Znak”. W 1998 przeszedł na emeryturę. W 2007 w Krakowie ukazał się zbiór jego korespondencji ze Sławomirem Mrożkiem z lat 1970–2003.
Był autorem około 70 publikacji naukowych o językach irańskich, literaturze perskiej i polskiej oraz ogólnej lingwistyce.
Nagrody i wyróżnienia: Nagroda Fundacji im. Kościelskich (1977), nagroda „paryskiej „Kultury” (1977), nagroda „paryskiej „Kultury” im. Zygmunta Hertza (1989), Nagroda Fundacji Jurzykowskiego w Nowym Jorku (1998), Krzyż Oficerski Orderu Leopolda II (Belgia), Krzyż Komandorski Orderu Zasługi Rzeczypospolitej Polskiej (2004). Był członkiem Stowarzyszenia Pisarzy Polskich w Poznaniu (1990–2008).